# ABS-CBN Sports and Action
ABS-CBN Sports and Action (estilizado como ABS-CBN Sports+Action ou simplesmente S+A) é uma rede de televisão filipina, que é gerido pela ABS-CBN Sports. Em 18 de janeiro de 2014 o canal substituindo a Studio 23 que era operada pela ABS-CBN Corporation.
Em 5 de maio de 2020, a emissora foi fechada quando a franquia expirou junto com a rede ABS-CBN carro-chefe.